# صنف تكافؤ

التطابق هو مثال عن علاقة التكافؤ.المثلثان على اليسار متطابقان، لكن المثلثين على اليمين ليسا مطابقان لأي من المثلثات الأخرى في هذه المجموعة. وبالتالي يكون المثلثان الأول والثاني من اليسار من نفس صنف التكافؤ، في الحين المثلت الثالث والرابع لكل واحد منهما صنف تكافؤ.

في الرياضيات، عندما تمتلك عناصر مجموعة {\displaystyle S} ما علاقة معينة فيما بينها، حيث تحقق هذه العلاقة مجموعة معينة من الشروط فتصير علاقة تكافؤ، يصير من الطبيعي تجزئة هذه المجموعة إلى مجموعات جزئية تسمى أصناف تكافؤ (بالإنجليزية: Equivalence class)، ومفردها صنف تكافؤ. أصناف التكافؤ هذه تُشكَّل بحيث يكون العنصران {\displaystyle a} و {\displaystyle b} ينتميان إلى نفس صنف التكافؤ إذا وفقط إذا كانا متكافئان.